# Facharzt für Orthopädie und Unfallchirurgie
Facharzt für Orthopädie und Unfallchirurgie, auch Orthopäde und Unfallchirurg/Orthopädin und Unfallchirurgin, ist in deutschsprachigen Ländern eine der  Bezeichnungen für einen Facharzt, der sich auf die ärztliche Tätigkeit in den Disziplinen Orthopädie und Unfallchirurgie des Gebietes Chirurgie spezialisiert hat.

## Deutschland

### Gebiet Chirurgie
Das Gebiet Chirurgie umfasst die Vorbeugung, Erkennung, konservative und operative Behandlung, Nachsorge und Rehabilitation von chirurgischen Erkrankungen, Verletzungen und Verletzungsfolgen sowie angeborenen und erworbenen Formveränderungen und Fehlbildungen der Gefäße, der inneren Organe einschließlich des Herzens, der Stütz- und Bewegungsorgane sowie der Wiederherstellungs- und Transplantationschirurgie.

### Facharzt-Weiterbildung in Orthopädie und Unfallchirurgie
Um in Deutschland als Facharzt für Orthopädie und Unfallchirurgie tätig werden zu können, muss nach dem Abschluss eines Medizinstudiums und erteilter Approbation als Arzt eine mindestens 72 Monate dauernde Weiterbildung im Gebiet Chirurgie mit Erfolg absolviert worden sein.  Die Berechtigung zur Führung einer Facharzt-, Schwerpunkt- oder Zusatzbezeichnung wird nach einer mündlichen Prüfung von der zuständigen Landesärztekammer erteilt.
Die Weiterbildung muss an zugelassenen Weiterbildungsstätten absolviert werden: mindestens 72 Monate im Gebiet Chirurgie, davon müssen abgeleistet werden:
- 48 Monate in Orthopädie und Unfallchirurgie
- 6 Monate in der Notfallaufnahme
- 6 Monate in der Intensivmedizin.

Bis zu 12 Monate Weiterbildung können in anderen Gebieten erfolgen.
Bei der Anmeldung zur Weiterbildungsprüfung müssen der zuständigen Ärztekammer sämtliche Nachweise über die erfüllten Mindestanforderungen vorgelegt werden. Dazu gehören auch die Logbuch-Dokumentationen über alle durch die MWBO vorgegebenen Inhalte der Weiterbildung.
Zur Weiterbildungsprüfung muss man darlegen, dass man über die entsprechenden Kenntnisse, Erfahrungen und Fertigkeiten im Fach verfügt.

#### Inhalte der Weiterbildung
Zur Weiterbildungsprüfung muss dargelegt werden können, dass man Kenntnisse, Erfahrungen und Fertigkeiten unter anderem in folgenden Bereichen erlangt hat:
- Gemeinsame Inhalte der Facharzt-Weiterbildungen im Gebiet Chirurgie: siehe Facharzt für Allgemeinchirurgie.
- Diagnostische Verfahren, zum Beispiel sonographische und radiologische Verfahren
- Diagnostik und Therapie bei Weichteilverletzungen und Wunden
- Konservative Maßnahmen einschließlich Diagnostik, Prävention, Therapie (insbesondere Schmerztherapie), Rehabilitation bei
  - degenerativen Erkrankungen
  - angeborenen und erworbenen Deformitäten im Kindes- und Erwachsenenalter
  - bei Luxationen, Frakturen, Distorsionen
- Indikation, Gebrauchsschulung und Überwachung von Hilfsmitteln an den Stütz- und Bewegungsorganen, insbesondere bei Einlagen, Orthesen und Prothesen
- Diagnostik und Therapie bei
  - Verletzungen, Erkrankungen und Funktionsstörungen der Hand und des Unterarms
  - Sportverletzungen
  - Tumoren an den Stütz- und Bewegungsorganen
- Polytraumanagement
- Operative Verfahren:
  - Weichteileingriffe
  - Therapeutische Arthroskopien
  - Osteosynthesen
  - Versorgung mit Endoprothesen
  - Becken- und Wirbelsäuleneingriffe
  - Operative Therapie bei Infektionen an Weichteilen, Knochen oder Gelenken
  - Implantatentfernung
- Strahlenschutz

Die Inhalte der Musterweiterbildungsordnung sind allerdings nur eine Empfehlung für die rechtsverbindlichen Weiterbildungsordnungen der Landesärztekammern, die hiervon abweichende Regelungen treffen können.

### Zusatz-Weiterbildungen
Fachärztinnen und -ärzte für Orthopädie und Unfallchirurgie haben die Möglichkeit, sich durch Zusatz-Weiterbildung weiter zu qualifizieren. Hierzu gehören insbesondere die Zusatz-Weiterbildungen Spezielle Orthopädische Chirurgie, Orthopädische Rheumatologie, Spezielle Unfallchirurgie, Kinder- und Jugend-Orthopädie. Außerdem besteht die Möglichkeit der Qualifizierung in den Zusatz-Weiterbildungen, die Fachärzten der Gebiete der unmittelbaren Patientenversorgung vorbehalten sind.

#### Zusatz-Weiterbildung Orthopädische Rheumatologie
Voraussetzungen für die Zusatz-Bezeichnung Orthopädische Rheumatologie sind 
- die Facharztanerkennung für Orthopädie und Unfallchirurgie und zusätzlich
- 24 Monate Orthopädische Rheumatologie unter Befugnis an Weiterbildungsstätten
- Nachweis der unter Befugnis erlangten Kenntnisse, Erfahrungen und Fertigkeiten in Orthopädischer Rheumatologie gemäß den in der Weiterbildungsordnung beschriebenen Inhalten der Zusatz-Weiterbildung:[3]

#### Zusatz-Weiterbildung Spezielle Unfallchirurgie
Voraussetzungen für die Zusatz-Bezeichnung Spezielle Unfallchirurgie sind 
- die Facharztanerkennung für Orthopädie und Unfallchirurgie und zusätzlich
- 24 Monate Spezielle Unfallchirurgie unter Befugnis an Weiterbildungsstätten
- Nachweis der unter Befugnis erlangten Kenntnisse, Erfahrungen und Fertigkeiten in Spezieller Unfallchirurgie gemäß den in der Weiterbildungsordnung beschriebenen Inhalten der Zusatz-Weiterbildung:[4]

#### Zusatz-Weiterbildung Spezielle Orthopädische Chirurgie
Voraussetzungen für die Zusatz-Bezeichnung Spezielle Orthopädische Chirurgie sind 
- die Facharztanerkennung für Orthopädie und Unfallchirurgie und zusätzlich
- 24 Monate Spezielle Orthopädische Chirurgie unter Befugnis an Weiterbildungsstätten
- Nachweis der unter Befugnis erlangten Kenntnisse, Erfahrungen und Fertigkeiten in Spezieller Orthopädischer Chirurgie gemäß den in der Weiterbildungsordnung beschriebenen Inhalten der Zusatz-Weiterbildung:[5]

### Geschichte
Das Fachgebiet Orthopädie und die Unfallchirurgie als Teilgebiet/Schwerpunkt der Chirurgie wurden 2005 zusammengelegt.

## Schweiz und Österreich
In der Schweiz wird der Titel Facharzt für Orthopädische Chirurgie und Traumatologie verwendet und in Österreich der Titel Facharzt für Orthopädie und Traumatologie verwendet.